# Ian Stuart
Ian Stuart, född Ian Stuart Donaldson 11 augusti 1957, död 24 september 1993 i en bilolycka, var en engelsk vit-makt sångare och låtskrivare. Stuart är mest känd för att ha varit frontman i vit makt-bandet Skrewdriver.

## Biografi
Ian Stuart var mycket framgångsrik inom den nynazistiska skinheadkulturen och blev tidigt en symbol för många nynazistiska skinheads. Han bildade i mitten av 1970-talet skinhead-bandet Skrewdriver, i vilket han var sångare och låtskrivare. Bandets texter var redan från början kraftfullt samhällskritiska, men det dröjde några år innan de blev explicit nationalsocialistiska. Han spelade även in skivor under eget namn samt under namnen The Klansmen och White Diamond. 
Ian Stuart var med om att skapa organisationen Blood & Honour som enade nazist-skinheads över hela världen och sågs under sin livstid som en informell ledare för dessa. I slutet av 1970-talet anslöt sig Donaldson till det engelska nazipartiet National Front och blev organisatör för dess Londonavdelning. Donaldson, som var en erkänt god organisatör, insåg tidigt musikens potential som rekryterings- och propagandamedel. År 1982 startade han, med hjälp av National Front, nätverket Rock Against Communism. Han bröt senare med National Front då partiet finansierade delar av sin egen politiska verksamhet med pengar från RAC-rörelsen istället för att låta pengarna gå till musiknätverket. Efter sin död har Ian Stuart fått något av en kultstatus bland de nazistiska kretsarna, och det ges än idag ut hyllningsalbum och hålls minneskonserter till hans ära. Det har släppts ett hyllningsalbum även i Sverige till Ian Stuarts minne. Skivan Blod & Ära – En svensk salut till Skrewdriver släpptes av skivbolaget Midgård Records. Sångarna är från kända vit makt-band som Triskelon, Storm, Pluton Svea och även sångerskan Saga. Ian Stuart spelade flera gånger i Sverige, bland annat på Fryshuset, och låten "Land of Ice" från albumet After the Fire handlar om en resa till Sverige och den svenska nationalistiska kampen.

## Diskografi
Album med Ian Stuart & Rough Justice
- Justice for the Cottbus Six (1992)

Album med Ian Stuart & Stigger
- Patriotic Ballads (1991)
- Patriotic Ballads II – Our Time Will Come (1992)

Album med Skrewdriver
- All Skrewed Up (1977)
- Peel Session (1977)
- Back With a Bang (1982)
- The Voice of Britain (1983)
- Hail the New Dawn (1984)
- Blood & Honour (1985)
- White Rider (1987)
- After the Fire (1988)
- Warlord (1989)
- The Strong Survive (1990)
- Freedom What Freedom (1992)
- Hail Victory (1994)

Soloalbum (som Ian Stuart)
- No Turning Back (1989)
- Slay The Beast (1990)
- Patriot (1991)

Album med The Klansmen
- Fetch the Rope (1989)
- Rebel with a Cause (1990)
- Rock 'n' Roll Patriots (1991)

Album med White Diamond
- The Reaper (1991)
- The Power & The Glory (1992)